# Robert Nemkovich
Robert Nemkovich (Grove City, 27 novembre 1942) è un vescovo vetero-cattolico statunitense.
Fu eletto vescovo nel 1990, nel corso del XVIII Sinodo nazionale della Chiesa cattolica nazionale polacca. Fu consacrato il 18 ottobre 1993 nella Cattedrale di Santo Stanislao a Scranton da Jan Swantek (coadiuvato da Tomasz Gnat), e divenne vescovo per la Diocesi occidentale come successore di Jan Zawistowski. Mantenne questo incarico fino al 2002, quando il XXI Sinodo nazionale lo elesse a Superiore della Chiesa, come successore del suo consacratore principale.
Il 30 novembre 1999 fu co-consacratore (affiancando i suoi due consacratori) degli ultimi vescovi della Chiesa cattolica nazionale polacca consacrati quando questa era ancora parte dell'Unione di Utrecht, Jan Dawidziuk (in seguito suo successore come ordinario della Diocesi occidentale) e Casimir Grotnik.
Il 28 aprile 2008 fu tra i firmatari della Dichiarazione di Scranton.
Dal 7 al 19 luglio 2008, in occasione del centenario dell'associazione "Polska Narodowa "Spójnia" w Ameryce", visitò la Polonia.

## Genealogia episcopale
La genealogia episcopale è:
Chiesa cattolica
- Cardinale Scipione Rebiba
- Cardinale Giulio Antonio Santori
- Cardinale Girolamo Bernerio, O.P.
- Arcivescovo Galeazzo Sanvitale
- Cardinale Ludovico Ludovisi
- Cardinale Luigi Caetani
- Vescovo Giovanni Battista Scanaroli
- Cardinale Antonio Barberini iuniore
- Arcivescovo Charles-Maurice le Tellier
- Vescovo Jacques Bénigne Bossuet
- Vescovo Jacques de Goyon de Matignon
- Vescovo Dominique Marie Varlet

Chiesa romano-cattolica olandese del clero vetero episcopale
- Arcivescovo Petrus Johannes Meindaerts
- Vescovo Johannes van Stiphout
- Arcivescovo Walter van Nieuwenhuisen
- Vescovo Adrian Jan Broekman
- Arcivescovo Jan van Rhijn
- Vescovo Gisbert van Jong
- Arcivescovo Willibrord van Os
- Vescovo Jan Bon
- Arcivescovo Johannes van Santen

Chiesa cattolica nazionale polacca
...
- Vescovo Francis Rowinski
- Vescovo Jan Swantek
- Vescovo Robert Nemkovich